# Un grand séducteur
Pour plus de détails, voir Fiche technique et Distribution.
Un grand séducteur (titre original : Dreamboat) est un film américain réalisé par Claude Binyon sorti en 1952.

## Synopsis
Thornton Sayre est un paisible professeur d'université, vivant avec sa fille. Mais son passé le rattrape à cause de la télévision. En effet, on y diffuse depuis quelque temps d'anciens films où il jouait les séducteurs. Sur les instances de la directrice, il s'embarque pour New York afin de faire cesser ces projections. Il y retrouve son ancienne partenaire, Gloria Marlowe, qui lui apprend que ces anciennes bandes ont un succès phénoménal. Elle lui révèle également qu'elle a d'autres plans…

## Fiche technique
- Titre : Un grand séducteur
- Titre original : Dreamboat
- Réalisation : Claude Binyon
- Scénario : Claude Binyon d'après l'histoire Love Man de John D. Weaver
- Production : Sol C. Siegel
- Société de production et de distribution : 20th Century Fox
- Musique : Cyril J. Mockridge
- Photographie : Milton R. Krasner
- Montage : James B. Clark
- Direction artistique : Maurice Ransford et Lyle R. Wheeler
- Décorateur de plateau : Thomas Little et Fred J. Rode
- Costumes : Travilla et Charles Le Maire
- Pays d'origine : États-Unis
- Langue : anglais
- Format : noir et blanc  - Son : Mono (Western Electric Recording)
- Genre : Comédie
- Durée : 83 minutes
- Dates de sortie : 
  - États-Unis : 25 juillet 1952 (New York)
  - États-Unis :26 juillet 1952 (sortie nationale)
  - France : 3 avril 1953

## Distribution
- Clifton Webb : Thornton Sayre / "Dreamboat" / Bruce Blair
- Ginger Rogers : Gloria Marlowe
- Anne Francis : Carol Sayre
- Jeffrey Hunter : Bill Ainslee
- Elsa Lanchester : Dr Matilda Coffey
- Fred Clark : Sam Levitt
- Paul Harvey : Harrington
- Ray Collins : Timothy Stone
- Helene Stanley : Mimi
- Richard Garrick : Juge Bowles

Actrices non créditées
- Marietta Canty : Lavinia
- Mary Treen : Cliente du bar
- May Wynn : Vendeuse de cigarettes